# Litsea morrisonensis
Litsea morrisonensis Hayata – gatunek rośliny z rodziny wawrzynowatych (Lauraceae Juss.). Występuje naturalnie na Tajwanie. 

## Morfologia
PokrójZimozielone drzewo o nagich gałęziach.
LiścieNaprzemianległe. Mają lancetowaty kształt. Mierzą 9–15 cm długości oraz 2,5–3 cm szerokości. Nasada liścia jest klinowa. Blaszka liściowa jest o spiczastym wierzchołku. Ogonek liściowy jest nagi i dorasta do 10 mm długości.
KwiatySą niepozorne, jednopłciowe, zebrane w baldachy, rozwijają się w kątach pędów. Okwiat jest zbudowany z 3–4 listków o podłużnym kształcie. Kwiaty męskie mają 9 pręcików.
OwoceMają elipsoidalny kształt.

## Biologia i ekologia
Roślina dwupienna. Rośnie w wiecznie zielonych lasach. Występuje na wysokości od 2500 do 3000 m n.p.m.